# Primera travessia aèria de l'Atlàntic sud

Recorregut que realitzaren Gago Coutinho i Sacadura Cabral en la primera travessia aèria de l'Atlàntic sud.

La Primera Travessia Aèria de l'Atlàntic Sud va ser realitzada entre el 30 de març i el 17 de juny de 1922 pels aviadors portuguesos Carlos Viegas Gago Coutinho i Artur de Sacadura Freire Cabral, en el context de les commemoracions del Primer Centenari de la independència del Brasil. La travessia va unir les ciutats de Lisboa (Portugal) i Rio de Janeiro (Brasil), i durant els 79 dies que va durar el viatge es van recórrer 8.383 km.
El viatge es va iniciar des del riu Tajo, davant de la Torre de Belém a Lisboa, a dos quarts de cinc de la tarda del 30 de març de 1922, en un avió monomotor Fairey IIID Mk II especialment dissenyat per a aquest viatge, equipat amb un motor Rolls-Royce i batejat amb el nom de Lusitania. Sacadura Cabral exercia les funcions de pilot i Gago Coutinho les de navegador. Aquest últim havia creat —i va emprar durant el viatge— un sextant al que havia adaptat un horitzó artificial. Aquest invent va revolucionar la navegació aèria de l'època.
La primera etapa del viatge va concloure el mateix dia en Las Palmas de Gran Canaria (Illes Canàries), on els dos tripulants van notar que l'avió havia consumit més combustible del que tenien pensat.
El dia 5 d'abril van partir rumb a l'illa de São Vicente, en l'arxipèlag de Cap Verd, recorrent 850 milles. Allí van haver de romandre fins al 17 d'abril a causa de reparacions en l'hidroavió; d'aquí van partir a la propera illa de Santiago, i des de la seva capital Praia van posar rumb a l'arxipèlag de San Pedro i San Pablo, ja en aigües brasileres, on arribarien sense l'ajuda del vent el dia 18. A causa del mar regirat que hi havia en aquest lloc, el Lusitania va perdre un dels seus flotadors. Els dos tripulants van ser recollits per un creuer de la Marina Portuguesa, que els va conduir a Fernando de Noronha (arxipèlag brasiler). Malgrat estar exhausts després d'haver recorregut 1.700 quilòmetres, i després del seu amaratge accidentat, havien arribat a aquell punt de l'Atlàntic Sud comptant únicament amb el sextant amb horitzó artificial creat per Gago Coutinho.
Amb l'opinió pública portuguesa i brasilera embolicada en l'assumpte, el Govern portuguès va enviar un altre hidroavió Fairey, batejat com a Patria, que va arribar el dia 6 de maig. Després de ser desembarcat, muntat i revisat, l'11 de maig s'enlairarien de nou. Però quan ja estaven sobrevolant l'arxipèlag de San Pedro i San Pablo, un problema de motor els va obligar a realitzar un amaratge d'emergència, romanent 9 hores com a nàufrags, moment en el qual van ser rescatats pel vaixell de càrrega anglès Paris city.
Reconduïts a l'arxipèlag de Fernando de Noronha, van romandre allí fins al 5 de juny, quan els va arribar el nou hidroavió Fairey IIID (amb el número 17), batejat per l'esposa del llavors president de Brasil, Epitácio Pessoa, com a Santa Cruz. Transportat des de Portugal pel navili Carvalho Araújo, va ser posat en l'aigua en l'arxipèlag de San Pedro i San Pablo, aixecant volo rumb a Recife, fent escales a Salvador de Badia, Porto Seguro, Vitória i d'allí cap a Rio de Janeiro, amarant el 17 de juny de 1922 en la Badia de Guanabara, on Alberto Santos Dumont, considerat un dels pioners de l'aviació, els va abraçar emocionat.
Aclamats efusivament com a herois a totes les ciutats brasileres on van amarar, Gago Coutinho i Sacadura Cabral havien conclòs amb èxit la primera travessia aèria de l'Atlàntic Sud, i per primera vegada s'havia volat sobre l'oceà Atlàntic únicament amb l'ajuda de la navegació astronòmica.
Encara que el viatge va durar 79 dies, el temps de vol va ser de prop de 62 hores i 26 minuts, havent recorregut un total de 8.383 quilòmetres. El viatge va servir d'inspiració per a les proeses posteriors, com les de João Ribeiro de Barros, Charles Lindbergh i el Vol del Plus Ultra.